# 모르도르

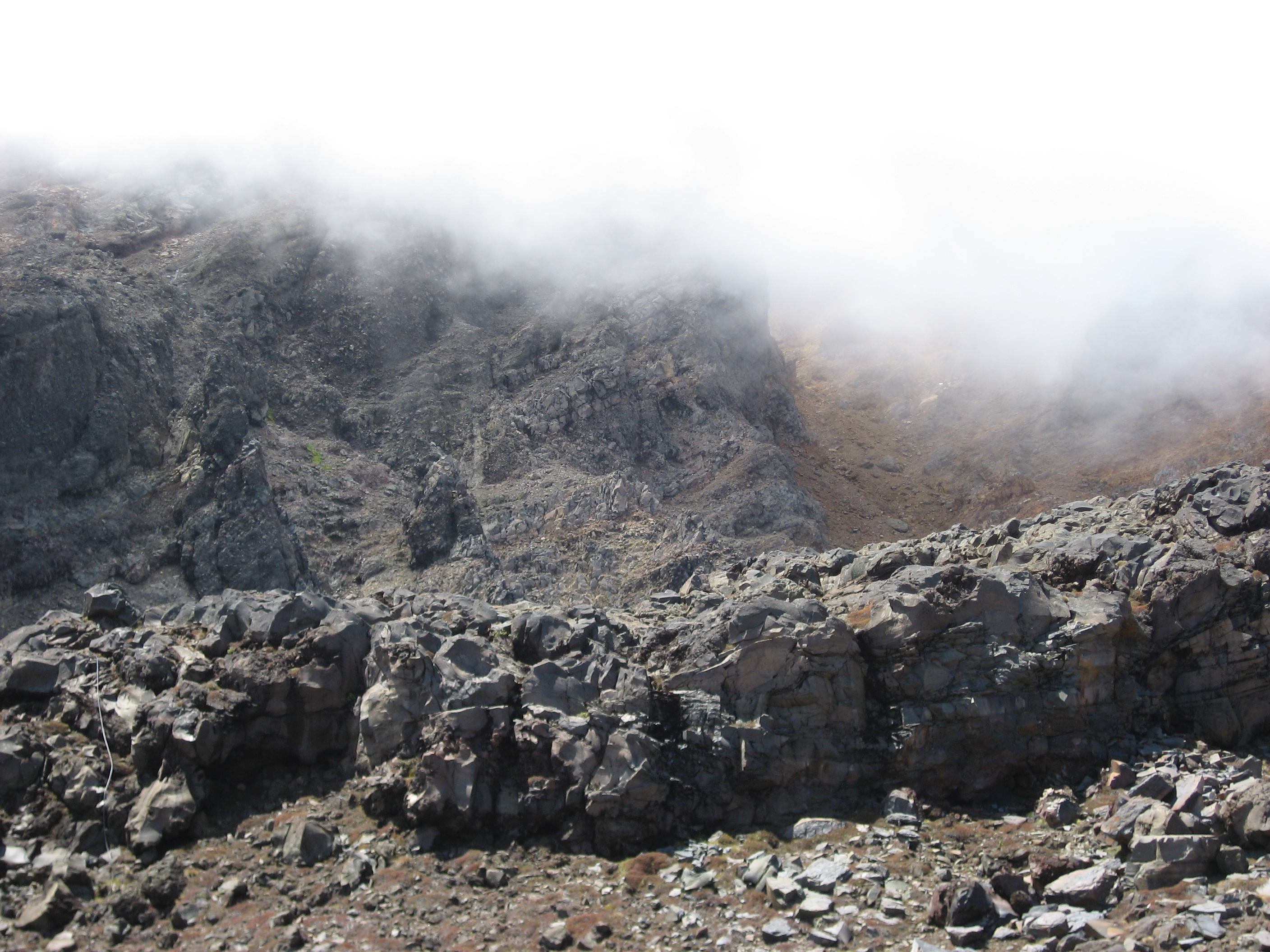

모르도르(Mordor)는 《실마릴리온》,《반지의 제왕》에 등장하는 나라다. 이름의 의미는 '어둠의 땅'(area of peril, darkness or evil)이다. 모르고스의 수하였던 사우론이 분노의 전쟁이 끝난 후 달아나 세운 악한 세력의 나라로, 반지전쟁에서 사우론의 주된 거점으로 이용되었다.

## 땅의 역사
태양의 1시대에는 아직 그 땅이 이용되지 않았기에 태양의 2시대부터 언급된다. 에온웨의 명령을 어기고 도망간 사우론은 벨레리안드를 넘어 모르도르에 정착해 자신의 왕국을 지킬 성벽 같은 두 산맥을 세웠다. 그 산맥의 이름은 각각 어둠산맥과 잿빛산맥으로 모르도르를 지키는 자연적인 성벽 기능을 했다. 산맥을 세운 후 자신의 요새 바랏두르와 도구 절대반지 제작을 성공적으로 마친 후 모르도르의 오크를 이끌고 요정과 전쟁을 벌였는데, 이 전쟁을 요정과 사우론의 전쟁이라 부른다.
아직까지 인간, 정확히는 누메노르와 별다른 대치점 없이 지냈지만, 놀도르 대왕 길 갈라드의 요청에 따라 요정을 구원하기 위해 구원군을 보내면서 사우론은 패배해 모르도르에서 한동안 잠적했다. 이후 누메노르와 그 후계국은 사우론의 적으로 인식되어 아르노르, 곤도르는 반지전쟁에서 모르도르와 전쟁을 벌이게 된다.
제 3시대가 시작된 후, 2차 반지전쟁이 개전했을 때 역시 사우론 세력의 주축이 되어 자유 세력의 위협적인 적국으로 인식되었다. 특히 당시 인접국 곤도르는 모르도르에 의한 극심한 피해와 공포를 느낀다. 오크와 트롤, 동부인과 나즈굴 등의 막강한 공세에 동쪽의 미나스 이실과 수도 오스길리아스 그리고 미나스 티리스마저 파괴당하며 패색이 짙어질 찰나, 자유 세력 지원군의 적절한 도착에 펠렌노르 평야의 전투가 곧바로 발발하여 모르도르의 패배, 자유 세력의 수세에서 공세로 역전되며 전쟁의 종식까지 수세를 유지하다 멸망한다.